# Wyethia amplexicaulis
Wyethia amplexicaulis là một loài thực vật có hoa trong họ Cúc. Loài này được (Nutt.) Nutt. miêu tả khoa học đầu tiên năm 1840.